# Roberto Cavallo
Roberto Cavallo de Robertis (Caracas, 28 de abril de 1967) es un exfutbolista venezolano, que durante su carrera jugaba alternativamente como centrocampista y defensa.

## Carrera
Descendiente de una familia italiana, concretamente originaria del Piamonte, comenzó a jugar fútbol con tan sólo seis años de edad, siendo parte del equipo infantil del Centro Ítalo-Venezolano. Hacia 1983 Cavallo comenzó su carrera futbolística en las categorías juveniles del Deportivo Italia. Al retirarse de la actividad deportiva cursó estudios en Economía, desempeñándose desde entonces como empresario y dirigente deportivo.
Para las elecciones generales de Italia de 2006, Cavallo se postuló para diputado en la Circunscripción Extranjera, en la lista del partido Per l'Italia nel mondo. Obtuvo 2.038 votos en la sección de América del Sur.

### Clubes
Cavallo comenzó a jugar para las filas del Deportivo Italia con tan sólo 16 años de edad. Al poco tiempo ingresó a la plantilla mayor del equipo, donde permanecería por un espacio de siete temporadas. Al terminar subcampeón de la temporada 1984 de la Primera División, pudo participar en la Copa Libertadores 1985. Al terminar la temporada 1990-1991 fue escogido como el Jugador del Año.
Ya en 1992 es transferido al Caracas Fútbol Club, equipo con el que se coronó campeón por única vez al ganar la temporada 1991-1992. Permaneció con el conjunto capitalino durante gran parte de los años 1990, ganando también el máximo trofeo de la Primera División en las campañas de 1993-1994, 1994-1995 y 1996-1997. Dio por terminada su carrera en el fútbol luego de la siguiente temporada, jugando una vez más para el equipo avileño.

### Selección nacional
El trabajo de Cavallo con el Deportivo Italia le mereció su inclusión en la nómina oficial de la selección venezolana de fútbol para enfrentar la Copa América 1989, y jugó los cuatro partidos reglamentarios de la fase de grupos. Ese mismo año continuó en la selección para disputar los compromisos de las clasificatorias sudamericanas al Mundial de 1990, estando en los partidos de ida y vuelta frente a Brasil y Chile.
Volvió a vestir la camiseta vinotinto al ser nuevamente convocado en el plantel seleccionado para la Copa América 1991. Con su participación en este certamen deportivo concluyó sus asistencias para el combinado venezolano, con 12 partidos en su haber.

### Entrenador
Tras cesar su actuación como jugador, el interés de Cavallo se fijó hacia el fútbol playa. Luego de varios años inactivo en el ámbito deportivo, en 2008 asume la dirección técnica de la selección venezolana de la disciplina. Bajo su gestión, la oncena se clasificó a la Copa Mundial de 2011.

## Palmarés

### Campeonatos nacionales
| Título                        | Club    | País      | Año       |
| ----------------------------- | ------- | --------- | --------- |
| Primera División de Venezuela | Caracas | Venezuela | 1991-1992 |
| Primera División de Venezuela | Caracas | Venezuela | 1993-1994 |
| Primera División de Venezuela | Caracas | Venezuela | 1994-1995 |
| Primera División de Venezuela | Caracas | Venezuela | 1996-1997 |